# Eliza Potter
Eliza Potter, född 1820, död 1893, var en amerikansk hårfrisörska. Hon utgav en bok om sina erfarenheter som hårfrisörska på 1850-talet som anses ha ett visst historiskt värde, då hon är en av få ur sitt yrke i sin samtids USA som lämnat efter sig en sådan dokumentation om sitt yrkesliv, och den ena svarta kvinnan som har gjort det. 
Eliza Potter debuterade som hårfrisörska i Cincinnati 1850 och arbetade därefter i Louisiana 1850-56, innan hon återvände till Cincinnati där hon var verksam i ytterligare fem år. I Louisiana var hon verksam i New Orleans, och färdades även från en plantage till en annan och undervisade slavar i yrket på plantageägarnas önskan. Vid denna tid var det vanligt för fria svarta kvinnor att arbeta som hårfrisörskor: under 1700-talet hade detta varit ett vanligt yrke för fria svarta män, men från 1820-talet hade dessa gradvis blivit barberare och ersatts av kvinnor som frisörer till förmögna vita kvinnor. Yrket har dock lämnat lite dokumentation efter sig och den bok som Eliza Potter anonymt publicerade om sina erfarenheter 1861 betraktas därför som viktig.